# Bielik wschodni
Bielik wschodni (Haliaeetus leucoryphus) – gatunek dużego ptaka drapieżnego z rodziny jastrzębiowatych (Accipitridae), zamieszkujący środkową i południową Azję. Dawniej wyjątkowo zalatywał do Polski (stwierdzony tylko raz – w roku 1943 w Pszczynie). Jest zagrożony wyginięciem.

## Systematyka
Gatunek ten po raz pierwszy zgodnie z zasadami nazewnictwa binominalnego opisał w 1771 roku Peter Simon Pallas, nadając mu nazwę Aquila leucorypha. Jako miejsce typowe wskazał dolny bieg rzeki Ural. Obecnie gatunek zaliczany jest do rodzaju Haliaeetus. Nie wyróżnia się podgatunków.

## Morfologia

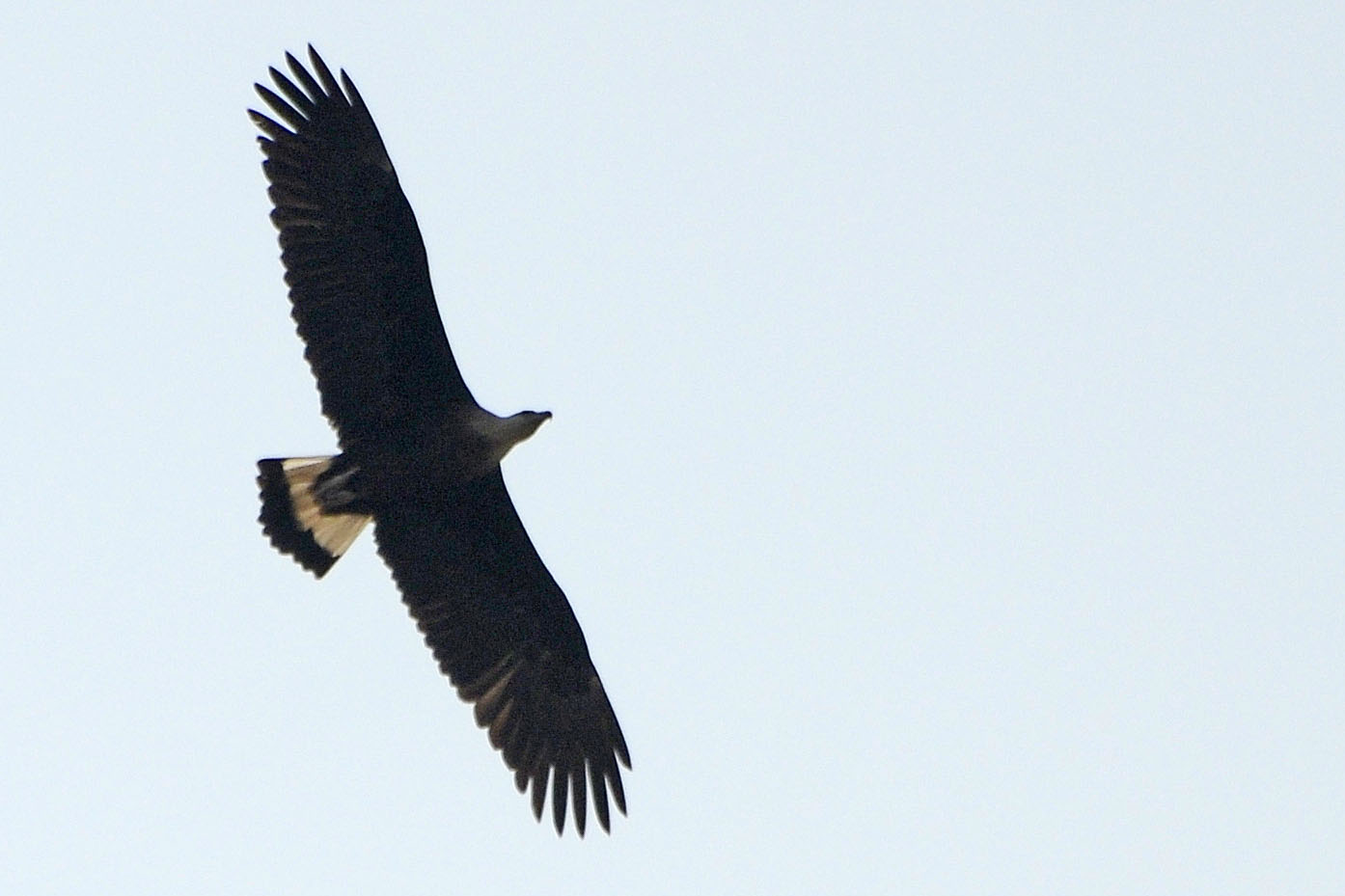
Bielik wschodni w locie

WyglądSamice większe od samców, lecz obie płci ubarwione jednakowo. Głowa i szyja brudnobiała. Wierzch ciała również brudnobiały. Dziób ciemny (bielik ma dziób jasny), nogi żółte. Koniec białego ogona z szerokim ciemnym pasem.
Wymiary średniedługość ciała ok. 72–84 cm
rozpiętość skrzydeł 180–215 cm
masa ciała ok. 2,0–3,3 kg u samca, 2,1–3,7 kg u samicy

## Zasięg występowania
Bielik wschodni występuje od Kazachstanu (możliwe, że już nie gniazduje) poprzez południową Rosję, Tadżykistan, Turkmenistan (prawdopodobnie zabłąkane, niegniazdujące osobniki), Uzbekistan i wschodnią Mongolię po Chiny, północne Indie, Pakistan, Bhutan, Bangladesz i Mjanmę. Poza sezonem lęgowym odwiedza Afganistan, a na przelotach bywa również w Nepalu. Wędrówki nie są do końca poznane.

## Ekologia i zachowanie

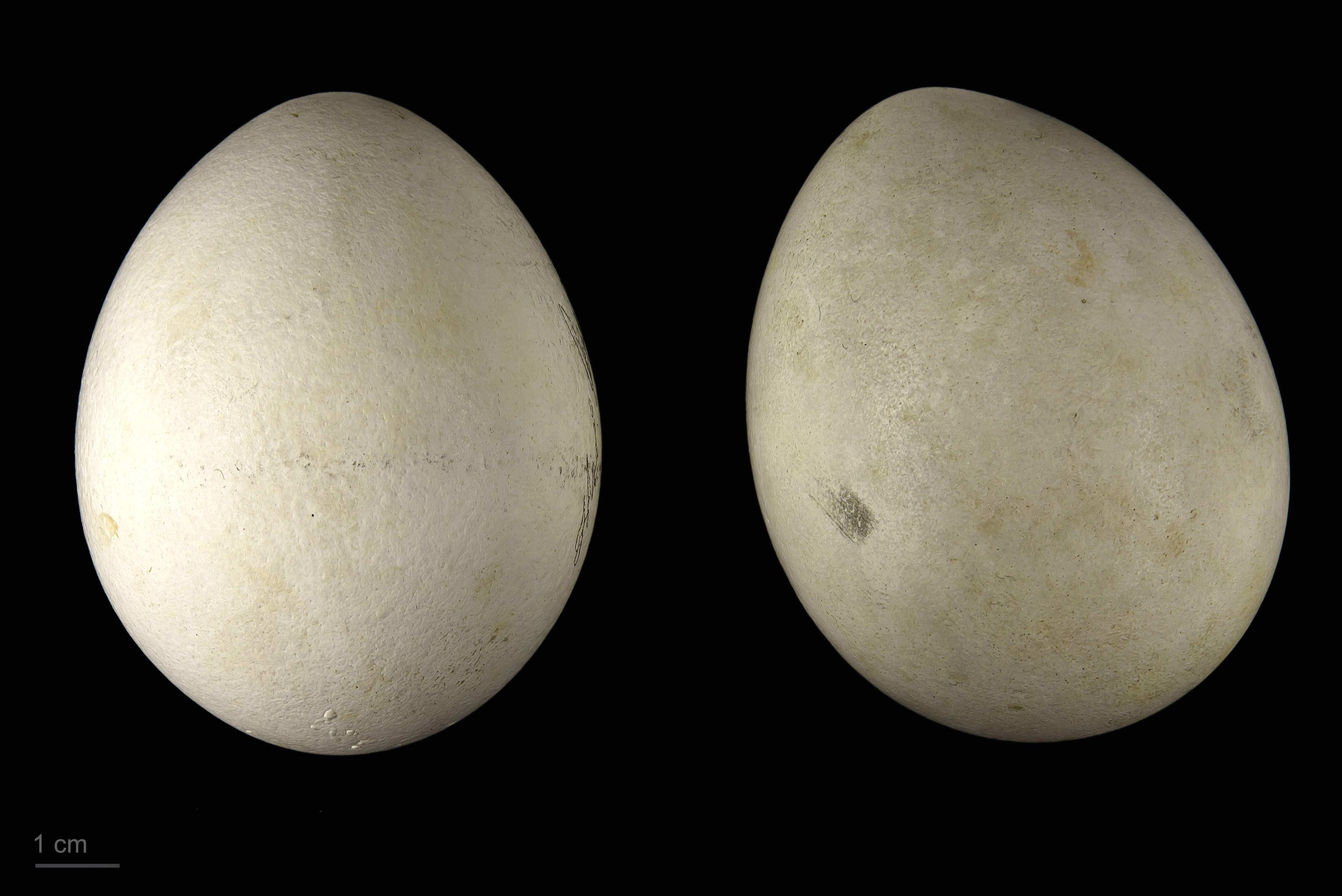
Jaja z kolekcji muzealnej

BiotopOkolice jezior, rzek, słodkowodne mokradła; często na obszarze pustynnym lub stepie. Spotykany zarówno na nizinach, jak i do wysokości 5000 m n.p.m. Przeważnie gniazduje na drzewach w pobliżu wody.
GniazdoGniazdo buduje zarówno samiec, jak i samica. Umieszczone jest na drzewie, w Mongolii i południowym Kazachstanie zdarzają się gniazda ulokowane na ziemi obok jeziora. Jest to duża platforma z gałęzi, wyściełana suchą trawą, sitowiem, źdźbłami traw, delikatnymi gałązkami i zielonymi liśćmi.
JajaW ciągu roku wyprowadza jeden lęg, składając 1–3 jaja. W Indiach i Mjanmie niesie się od sierpnia do lutego.
Wysiadywanie, pisklętaJaja są wysiadywane przez 40–45 dni. Młode klują się w kilkudniowych odstępach, najmłodsze pisklę ginie. Oba ptaki z pary opiekują się pisklętami.
PożywienieJest oportunistyczny, żywi się zarówno żywymi zwierzętami, jak i padliną. Przeważnie zjada ryby, ale np. w Górach Słonych ze względu na brak ryb zjada wyłącznie ptactwo wodne. Prócz tego łapie żaby, gady (w tym żółwie i węże) i pisklęta. Niekiedy kradnie zdobycz innym ptakom drapieżnym.

## Status i ochrona
Międzynarodowa Unia Ochrony Przyrody (IUCN) od 2017 roku uznaje bielika wschodniego za gatunek zagrożony (EN – Endangered), wcześniej (od 1994 roku) miał on status gatunku narażonego (VU – Vulnerable). Liczebność światowej populacji szacuje się na 1000–2499 dorosłych osobników. Trend liczebności populacji oceniany jest jako spadkowy. Za najbardziej prawdopodobne przyczyny spadków liczebności uznaje się utratę i degradację jego podmokłych siedlisk oraz niepokojenie przez ludzi.
Na terenie Polski bielik wschodni jest objęty ścisłą ochroną gatunkową.